# Mirko Basaldella
Mirko Basaldella, né le 28 septembre 1910 à Udine, en Italie et mort le 24 novembre 1969 à Cambridge (Massachusetts), aux États-Unis, est un sculpteur, peintre et dessinateur italo-américain. 

## Biographie

### Jeunesse
Mirko nait à Udine, en Italie, le 28 septembre 1910. Il est le deuxième de trois frères ; Dino est l'aîné et Afro le plus jeune. Il grandit dans une famille d'artistes : son père Leo (1886 – 1918) est peintre et décorateur, et dès l'enfance Mirko et ses frères montrent un talent artistique précoce. Mirko étudie à l'académie des beaux-arts de Venise et à l'académie des beaux-arts de Florence ; en 1928, il expose pour la première fois son travail à Udine, aux côtés des peintures de ses deux frères. Dino, Mirko et Afro fréquentent ensuite l'Institut des arts appliqués de Monza, où ils étudient auprès du sculpteur Arturo Martini,.
Ses frères Afro et Dino Basaldella sont également des artistes de renommée internationale. 

### Carrière

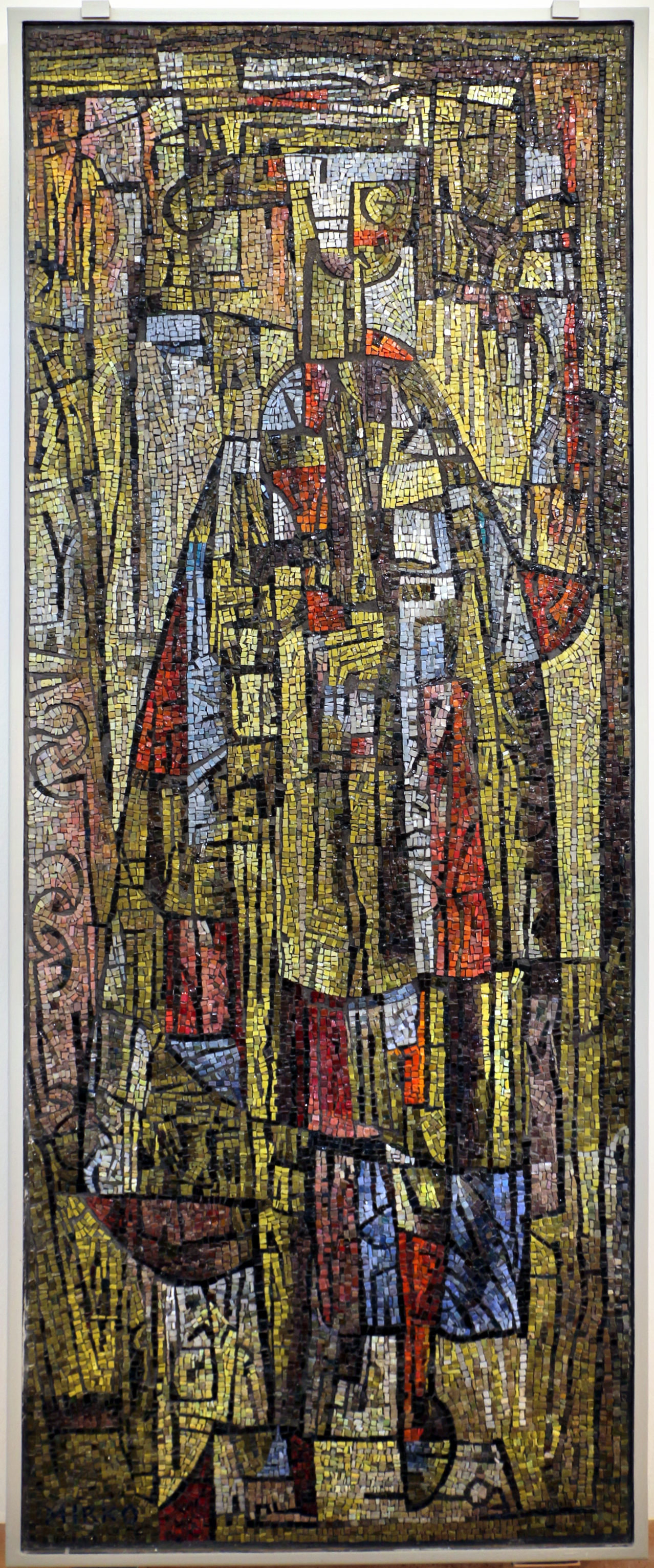
Esquisse pour mosaïque (1957-59), collection de mosaïques contemporaines du musée d'Art de la ville de Ravenne.

Mirko Basaldella travaille à Monza de 1930 à 1932 avec Martini puis, jusqu'en 1934, travaille à Milan dans l'atelier d'Arturo Martini avec son frère Afro. 
En 1934, il s'installe à Rome, où il tient sa première exposition personnelle en 1936 à la Galleria della Cometa,, galerie appartenant à la comtesse Mimì Pecci Blunt et dont Libero de Libero et le très jeune Corrado Cagli sont les directeurs artistiques.  
En 1936, il expose son travail à la Biennale de Venise, avec d'autres artistes associés à la soi-disant Scuola Romana dont Giuseppe Capogrossi, Alberto Ziveri, Guglielmo Janni et Renato Guttuso. Un voyage à Paris, effectué en 1937 avec son frère Afro, l'ouvre à une vision plus complète de l'art, dépassant les frontières de la culture méditerranéenne, absorbant celle de l'Europe. 
En 1947, il organise une exposition, qu'il renouvellera les deux années suivantes, à New York, à la galerie Knoedler. 
Entre 1949 et 1951, il réalise les trois portes des Fosses ardéatines, une imposante sculpture en bronze. Cette expérience significative oriente Mirko Basaldella vers la recherche d'une nouvelle façon de faire de la sculpture, avec des structures et des matériaux différents de ceux traditionnellement utilisés, notamment le béton, les filets métalliques, le fil de fer, les plastiques. 
Dans les années suivantes, il réalise de nombreuses incursions dans la culture orientale, l'iconologie mythique, les totems, les artéfacts assyriens, mésopotamiens, juifs et précolombiens. La période de 1953 à 1960 est caractérisée par l'utilisation de feuilles de cuivre et de laiton découpées. La Fontaine des Voix de La Spezia et la série des Lions de Damas et des Chimères datent de cette période de création. 
En 1955, Mirko remporte le premier prix de sculpture à la Biennale de São Paulo. En 1957, il s'installe à Cambridge, Massachusetts, où Josep Lluís Sert le nomme pour diriger le Design Workshop (atelier de création) de l'université Harvard. Sa sculpture s'oriente vers des directions technologiques, mécanistes et vers des stimulations fantastiques de l'artisanat sacré des autochtones d'Amérique, certains thèmes obligés de la sculpture étant représentés sous des formes archéologiques. Mirko y reste jusqu'en 1963, date à laquelle il rejoint Eduard Sekler et Robert Gardner dans le nouveau département d'études visuelles et environnementales.
En 1958, l'académie des Lyncéens lui décerne le prix Antonio-Feltrinelli pour les arts.
En 1962, il est élu membre de l'académie américaine des arts et des sciences et participe, avec les plus importants sculpteurs internationaux de l'époque, à l'exposition Sculture nella città (Sculptures dans la ville) organisée par Giovanni Carandente dans le cadre du Ve Festival dei due mondi à Spolète. Il présente deux sculptures en bronze de 1961 : Totem et Motivo dentato
Dans la seconde moitié des années 1960, il se consacre à une nouvelle série de bois peints, les derniers bronzes sont le résultat de la capacité du sculpteur à façonner tout type de matériau, des déchets aux briques, en passant par les résidus de matériaux d'emballage industriels. Enfin, les thèmes ouvertement figuratifs inspirés du thème biblique des années 1930 réapparaissent également, chargés de souvenirs culturels raffinés.

### Mort et postérité
Mirko Basaldella décède à Cambridge le 24 novembre 1969,.